# Cirilo Almario
Cirilo Reyes Almario (ur. 11 stycznia 1931 w Caridad, zm. 14 października 2016) – filipiński duchowny katolicki, biskup koadiutor Malolos 1973-1977 i biskup diecezjalny w tej samej diecezji w latach 1977-1996.

## Życiorys
Święcenia kapłańskie otrzymał 30 listopada 1956.
22 sierpnia 1973 papież Paweł VI mianował go biskupem koadiutorem Malolos, ze stolicą tytularną Zaba. 18 października tego samego roku z rąk arcybiskupa Bruna Torpiglianiego przyjął sakrę biskupią. 15 grudnia 1977 objął funkcję biskupa diecezjalnego w tej samej diecezji. 20 stycznia 1996 ze względu na wiek na ręce papieża Jana Pawła II złożył rezygnację z zajmowanej funkcji.
Zmarł 14 października 2016.